# Horizon: An American Saga
Horizon: Uma Saga Americana (Horizon: An American Saga) é uma série planejada de quatro filmes épicos do gênero western americano. Ela é dirigida, coescrita, produzida e estrelada por Kevin Costner, a partir de um roteiro que ele coescreveu com Jon Baird e baseado em uma história original criada por Costner, Baird e Mark Kasdan.
A trama gira em torno de personagens fictícios e se passa nos períodos pré e pós-Guerra Civil Americana, detalhando a exploração do Oeste americano. Retratando um período de doze anos, os filmes apresentam um elenco diverso que interpreta vários personagens e suas experiências enquanto desbravam novos territórios a partir de seus lares.
No Brasil, a plataforma Max chegou a anunciar a estreia de Horizon: Capítulo 1 diretamente no streaming, mas acabou cancelando o lançamento antes da data prevista. O filme foi disponibilizado para todo o brasil dia 15 de novembro de 2024.
Com um orçamento significativo de cerca de US$ 100 milhões, o filme tinha expectativas altas de sucesso nas bilheterias. No entanto, sua arrecadação no primeiro fim de semana foi de apenas US$ 11 milhões, muito abaixo das projeções dos produtores. Esse resultado inesperado gerou incertezas sobre o lançamento em outros mercados.
Após vários adiamentos, a Max finalmente disponibilizou o filme para seus assinantes no Brasil, permitindo que o público conferisse a produção de Kevin Costner.
O caminho tumultuado de Horizon: Uma Saga Americana reflete os desafios enfrentados por grandes produções. As críticas recebidas durante o Festival de Cannes tiveram um impacto direto na recepção do filme e nas decisões de distribuição. Além disso, a acirrada competição no mercado global de cinema dificultou a conquista de um sucesso imediato nas bilheterias.

## Filmes[5][6][7]
| Título                                   | Lançamento          | Lançamento no Brasil |
| ---------------------------------------- | ------------------- | -------------------- |
| Horizon: Uma Saga Americana - Capítulo 1 | 19/5/2024 (Cannes)  | 15/11/2024 (HBO Max) |
| Horizon: Uma Saga Americana - Capítulo 2 | 07/09/2024 (Venice) |                      |
| Horizon: Uma Saga Americana - Capítulo 3 |                     |                      |
| Horizon: Uma Saga Americana - Capítulo 4 |                     |                      |

## Capítulo 1[8][9]
Em 1859, no Vale de San Pedro, no sudeste do território do Arizona, duas equipes de topógrafos marcam estacas em lados opostos do rio San Pedro para delinear os lotes de uma futura cidade fronteiriça, Horizon. Pouco depois, Desmarais(Angus Macfadyen), um missionário que usa um panfleto intitulado "Horizon", procura a cidade e descobre que todos os três membros das equipes de topógrafos(Chris Conner, David O'Hara e Aidan McCann) foram mortos por um grupo de guerra Apache Ocidental. Ele enterra os corpos e estabelece a cidade de Horizon.
Em 1863, Horizon, agora colonizada por pioneiros americanos, é atacada por um grupo de Apaches liderado por Pionsenay(Owen Crow Shoe), que mata vários moradores, incluindo o marido e o filho de Frances Kittredge(Sienna Miller). Um menino da colônia, Russell Ganz(Etienne Kellici), escapa a cavalo durante o massacre para alertar o Exército no acampamento próximo, Camp Gallant. Um destacamento da cavalaria e infantaria da União dos Estados Unidos chega liderado pelo 1º Tenente Gephardt(Sam Worthington), o Sargento-Mor Riordan(Michael Rooker) e Neron Chavez(Alejandro Edda), Chefe dos Pioneiros de Exploração, responsável pelos batedores indígenas Pima. Eles ajudam a enterrar os mortos, procuram rastros do grupo de ataque e assistem os sobreviventes. Frances e sua filha Elizabeth(Georgia MacPhail) deixam a cidade com o Exército em busca de refúgio em Camp Gallant. Enquanto isso, o agora órfão Russell junta-se a um grupo de justiceiros liderado por Elias Janney(Scott Haze), também sobrevivente, e por um rastreador caçador de escalpos para perseguir os Apaches responsáveis. Gephardt adverte o grupo contra retaliações indiscriminadas contra outros nativos não combatentes e inocentes, motivadas apenas pela lucratividade da coleta de escalpos.
Frances e Elizabeth se adaptam à vida em Camp Gallant. O código moral de não intervenção de Gephardt em relação às terras indígenas entra em conflito com o de seu comandante, o Coronel Houghton(Danny Huston), que defende a inevitabilidade do destino manifesto. Elizabeth faz amizade com alguns soldados do acampamento e fica devastada quando eles são chamados de volta para lutar na Guerra Civil. A viúva Frances e Gephardt começam um romance.
Pionsenay(Owen Crow Shoe) discute com o ancião de sua tribo, Tuayeseh(Gregory Cruz), sobre seus ataques aos colonos. Pionsenay acredita que os colonos os expulsarão e os levarão a uma guerra contra outras tribos, enquanto Tuayeseh acredita na coexistência e considera a possibilidade de repreender as ações de Pionsenay. Pionsenay e seu grupo de guerra, incluindo um dos filhos de Tuayeseh, deixam voluntariamente a tribo para continuar sua guerra contra os colonos.
No território de Montana, Lucy(Jena Malone) atira em James Sykes(Charles Halford) e foge para o sul em direção ao Wyoming com seu jovem filho, Sam(Nyla Eringer-Parker). Com Sykes ferido, a matriarca da família, Sra. Sykes(Dale Dickey), ordena que seus outros filhos capturem Lucy e recuperem Sam. Agora vivendo sob o nome de Ellen Harvey, Lucy se casa com o empresário Walter Childs(Michael Angarano). O casal vive com Marigold(Abbey Lee), uma prostituta que trabalha de forma independente. Marigold tenta seduzir Hayes Ellison(Kevin Costner), um comerciante de cavalos, antes de voltar para cuidar de Sam enquanto Walter e Lucy partem para uma das fraudulentas vendas de terras "ricas em ouro" de Walter. Lucy fica horrorizada ao descobrir que os compradores das terras são, na verdade, os irmãos Sykes, Caleb(Jamie Campbell Bower) e Junior(Jon Beavers), que a perseguem. Walter é morto pelo psicopata Caleb, e os homens sequestram Lucy. Junior, o irmão mais velho, envia Caleb para encontrar Sam na cidade, onde ele encontra Hayes. Ambos vão para a casa de Lucy, onde Hayes mata Caleb em um tiroteio ao perceber que ele está prestes a matar Marigold. Hayes foge da cidade com Marigold e Sam. Assentados em um acampamento ferroviário, Marigold abandona Sam e Hayes indo embora junta de um apostador(Liam Bradford) que lhe oferece uma vida mais segura. Ela deixa a criança aos cuidados de uma família de trabalhadores chineses, Senhor Hong (Jim Lau) e Senhora Hong (Cici Lau).
Uma caravana de vagões liderada por Matthew Van Weyden(Luke Wilson) segue pela trilha de Santa Fé em direção a Horizon. Entre o grupo está um casal britânico pretensioso, Juliette Chesney(Ella Hunt) e Hugh Proctor(Tom Payne). Durante a viagem, eles são observados por dois guerreiros Pawnee(indígenas) que rastreiam a caravana, forçando-os a desacelerar e se preparar para uma defesa. Durante a noite, Juliette flagra dois homens espiando enquanto ela se banha na água potável. Van Weyden precisa intervir e avisar os homens, mas eles parecem desconsiderar o aviso.
Em um posto comercial, Elias Janney(Scott Haze) descobre que o Apache responsável é Pionsenay(Owen Crow Shoe). Elias e os membros menos escrupulosos de seu grupo de justiceiros encontram e tentam intimidar um indígena, mas Elias e o comerciante evitam que a situação se transforme em um banho de sangue. Devido à falta de resultados na busca pelo grupo de Pionsenay, o grupo decide atacar qualquer indígena que encontrarem. Eles descobrem uma aldeia Apache Tonto próxima e esperam até que o grupo de caça da aldeia saia antes de massacrar e escalpar as mulheres, crianças e idosos, para horror de Russell. O grupo de justiceiros foge antes que os caçadores retornem para se vingar, mas as consequências de suas ações logo se farão sentir em toda a região.

## Elenco[15]
| Ator                 | Capítulo 1                | Capítulo 2                | Capítulo 3               | Capítulo 4               |
| -------------------- | ------------------------- | ------------------------- | ------------------------ | ------------------------ |
| Kevin Costner        | Hayes Ellison             | Hayes Ellison             | Hayes Ellison            | Hayes Ellison            |
| Sienna Miller        | Frances Kittredge         | Frances Kittredge         | Frances Kittredge        | Frances Kittredge        |
| Sam Worthington      | First Lt. Trent Gephardt  | First Lt. Trent Gephardt  | First Lt. Trent Gephardt | First Lt. Trent Gephardt |
| Giovanni Ribisi      | H. Silas Pickering        | H. Silas Pickering        | H. Silas Pickering       | H. Silas Pickering       |
| Luke Wilson          | Matthew Van Weyden        | Matthew Van Weyden        |                          |                          |
| Isabelle Fuhrman     | Diamond Kittredge         | Diamond Kittredge         |                          |                          |
| Ella Hunt            | Juliette Chesney          | Juliette Chesney          |                          |                          |
| Tom Payne            | Hugh Proctor              | Hugh Proctor              |                          |                          |
| Will Patton          | Owen Kittredge            | Owen Kittredge            |                          |                          |
| Abbey Lee            | Marigold                  | Marigold                  |                          |                          |
| Jena Malone          | Lucy / Ellen Harvey       | Lucy / Ellen Harvey       |                          |                          |
| Jon Beavers          | Junior Sykes              | Junior Sykes              |                          |                          |
| Austin R. Grant      | Gratton Sykes             | Gratton Sykes             |                          |                          |
| Michael Rooker       | Sgt. Major Thomas Riordan | Sgt. Major Thomas Riordan |                          |                          |
| Danny Huston         | Col. Albert Houghton      | Col. Albert Houghton      |                          |                          |
| Etienne Kellici      | Russell Ganz              |                           |                          |                          |
| Charles Halford      | James Sykes               |                           |                          |                          |
| Jamie Campbell Bower | Caleb Sykes               |                           |                          |                          |
| Alejandro Edda       | Neron Chavez              |                           |                          |                          |
| Jeff Fahey           | Tracker                   |                           |                          |                          |
| James Russo          | Abel Naughton             |                           |                          |                          |
| Angus Macfadyen      | Desmarais                 |                           |                          |                          |
| Thomas Haden Church  |                           |                           |                          |                          |
| Kathleen Quinlan     |                           | Annie Pine                |                          |                          |
| Glynn Turman         |                           |                           |                          |                          |
| Tatanka Means        | Taklishim                 |                           |                          |                          |
| Tim Guinee           | James Kittredge           |                           |                          |                          |
| Colin Cunningham     | Chisholm                  |                           |                          |                          |
| Scott Haze           | Elias Janney              |                           |                          |                          |
| Jim Lau              | Sr. Hong                  | Sr. Hong                  |                          |                          |
| Cici Lau             | Sra. Hong                 | Sra. Hong                 |                          |                          |
| Phoebe Ho            | Yuan                      | Yuan                      |                          |                          |
| Douglas Smith        | Sig                       | Sig                       |                          |                          |
| Roger Ivens          | Birke                     | Birke                     |                          |                          |
| Larry Bagby          | Billy Landry              |                           |                          |                          |
| Hayes Costner        | Nathaniel Kittredge       |                           |                          |                          |
| Daniel Link          | Malcolm                   |                           |                          |                          |
| Claudia Conner       | Sra. Bowman               |                           |                          |                          |
| John Coinman         | Sr. Bowman                |                           |                          |                          |
| Amos Little          | Ralston                   |                           |                          |                          |
| Bodhi Okuma Linton   | Sacaton                   |                           |                          |                          |
| Wasé Chief           | Liluye                    |                           |                          |                          |
| Gregory Cruz         | Tuayeseh                  |                           |                          |                          |
| Todd Allen           | Buckhout                  | Buckhout                  |                          |                          |
| Hallie Purser        | Evie Kittredge            | Evie Kittredge            |                          |                          |
| Naomi Winders        | Martha Kittredge          | Martha Kittredge          |                          |                          |
| Austin Archer        | Virgil                    | Virgil                    |                          |                          |
| Elizabeth Dennehy    | Sra. Riordan              |                           |                          |                          |
| Dalton Baker         | Soldado Epps              |                           |                          |                          |
| Chase Ramsey         | Soldado Eklund            |                           |                          |                          |
| Michael Todd Behrens | Médico                    | Médico                    |                          |                          |
| Michael Angarano     | Walter Childs             |                           |                          |                          |
| Liam Bradford        | Apostador                 |                           |                          |                          |
| Cleo Eringer-Parker  | Bebê Sam                  |                           |                          |                          |
| Nyla Eringer-Parker  | Bebê Sam                  |                           |                          |                          |
| Aidan McCann         | Topógrafo                 | Georgie                   |                          |                          |

## Produção
Kevin Costner planejou Horizon pela primeira vez em 1988 como um único filme, e mais tarde abordou a Walt Disney Pictures com o projeto após o lançamento de seu filme Open Range de 2003. Foi anunciado em janeiro de 2022 que Costner iria dirigir e produzir o filme, um projeto apaixonante para ele, além de estrelar. A escolha do elenco começou em fevereiro. Em abril, a Warner Bros. Pictures e a New Line Cinema juntaram-se à produção para distribuir o filme. Em uma entrevista em junho, Costner afirmou que planeja fazer quatro filmes a partir da premissa e estava procurando escalar mais de 170 papéis falados. Em agosto, Sienna Miller, Sam Worthington, Jamie Campbell Bower, Luke Wilson, Thomas Haden Church, Jena Malone, Alejandro Edda, Tatanka Means e Michael Rooker foram escalados para o filme. Abbey Lee Kershaw, Isabelle Fuhrman, Ella Hunt, Jeff Fahey e Tom Payne estavam entre os vários anúncios de elenco feitos ao longo de setembro. Em outubro, Will Patton, Owen Crow Shoe e Danny Huston foram adicionados ao elenco.
As filmagens do Capítulo 1 começaram em 29 de agosto de 2022 no sul de Utah, terminando em novembro. As filmagens do Capítulo 2 começaram em maio de 2023, antes de serem concluídas no verão daquele ano.

## Lançamento
Em uma entrevista em maio de 2023, Costner expressou esperança de ter o primeiro filme lançado no outono de 2023. Em outubro, foi anunciado que o filme seria lançado em duas partes, com o Capítulo 1 programado para ser lançado em 28 de junho de 2024 e o Capítulo 2 em 16 de agosto de 2024. Mais tarde naquele mês, foi anunciado que a K5 International, o braço de vendas internacionais recentemente relançado do K5 Media Group, cuidaria das vendas internacionais do filme no American Film Market.

## Sequências
Em junho de 2022, Costner afirmou que planeja fazer quatro filmes Horizon no total, filmados consecutivamente. Em novembro de 2022, Costner confirmou que o primeiro filme havia sido concluído e que o segundo havia recebido sinal verde, que estava previsto para ser filmado na primavera de 2023. A produção do segundo filme foi iniciada em abril de 2023, com Glynn Turman, Kathleen Quinlan e Giovanni Ribisi juntando-se a Kevin Costner, Sienna Miller, Sam Worthington, Ella Hunt, Will Patton, Luke Wilson, Isabelle Fuhrman e Thomas Haden Church, que continuam a partir de o primeiro filme. O diretor de fotografia J. Michael Muro, o designer de produção Derek R. Hill, o editor Miklos Wright e a figurinista Lisa Lovaas também retornariam. A produção do segundo filme terminou no verão de 2023, com a produção do terceiro filme sendo pausada por causa da greve dos roteiristas e dos atores.